# Castell d'Akashi
El castell Akashi (明 石城, Akashijō) és un castell japonès ubicat a Akashi, a la prefectura de Hyōgo, Japó.
Aquest castell va ser construït per Ogasawara Tadazane com el seu castell principal entre 1617 i 1619 per a poder vigilar els dàimios de l'oest per ordres de Tokugawa Hidetada. Per mor d'un edicte de 1615 que prohibia la possessió de més d'un castell per clan, quan es va construir es van recuperar diversos elements d'altres castells desmantellats.
El castell Akashi es trobava estratègicament localitzat en la ruta entre Osaka i l'oest del Japó, on molts dàimios tenien els seus han. El castell Akashi va ser construït per a servir de defensa en cas que algun d'aquests dàimios volgués envair Osaka.
El castell Akashi va gaudir de reparacions majors el 1739. Va perdre la seva funció militar i va ser enderrocat parcialment durant la Restauració Meiji el 1874.